# SN 2010fm
SN 2010fm – supernowa typu Ia odkryta 6 czerwca 2010 roku w galaktyce A161747+5518. W momencie odkrycia miała maksymalną jasność 21,60m.